# Мемориал Анджея Трохановского 2024
34-й выпуск  Мемориала Анджея Трохановского — шоссейной однодневной велогонки по дорогам Польши. Гонка прошла 23 июля 2024 года в рамках Европейского тура UCI 2024 (категория 1.2). Победу одержал польский велогонщик Норберт Баншек.

## Участники
В гонке приняло участие 27 команд, в том числе 15 команд категории UCI Continental Team.
| UCI Continental Teams (15)- Voster ATS Team - Airtox-Carl Ras - ATT Investments - Diftar Continental Cycling Team - Energus Cycling Team - Epronex-Hungary Cycling Team - Maloja Pushbikers - Santic-Wibatech - P&S Metalltechnik Benotti - Motala AIF Serneke Allebike - Tufo-Pardus Prostějov - Team Novo Nordisk Development - Mazowsze Serce Polski - Lubelskie Perła Polski - Team Storck-Metropol Cycling Любительские, клубные или региональные команды (11)- Bike Market Team - ARBÖ Radteam Feld Am See - Berthold RadTeam - Cycling Crew Szostak - Sensa-Kanjers voor Kanjers - Svealand Cycling Team - Aalborg-Sparekassen Danmark - Team Give Steel-2M Cycling Elite - Team Standert - TTS.coach / Spica Solutions - Cartusia Bike Atelier Unknown team category- Mostostal Pulawy |
| |

## Маршрут
Трасса гонки составила около 160 километров и прошла в окрестностях города Млава, где гонщики проехали пять кругов по 32 километра.

## Ход гонки
В стартовом списке было несколько датских команд, и одна из них показала отличный результат. Магнус Бак Кларис пересек финишную черту, заняв второе место после чемпиона Польши Норберта Баншека.

## Результаты
| \| Генеральная классификация \| Генеральная классификация \| Генеральная классификация \| Генеральная классификация \| Генеральная классификация \| \| Гонщик \| Гонщик \| Команда \| Время \| \| \| ------------------------- \| ------------------------- \| ------------------------- \| ------------------------- \| ------------------------- \| \| 1-й \| Norbert Banaszek \| Mazowsze Serce Polski \| 3ч 25' 56 \| \| \| 2-й \| Магнус Бак Кларис \| Airtox-Carl Ras \| + 0 \| \| \| 3-й \| Бартломей Прок \| Santic-Wibatech \| + 0 \| \| |                   |                       |           |
| |                   |                       |           |
| Источник: ProCyclingStats |                   |                       |           |
| Генеральная классификация |                   |                       |           |
| Гонщик | Гонщик            | Команда               | Время     |
| 1-й | Norbert Banaszek  | Mazowsze Serce Polski | 3ч 25' 56 |
| 2-й | Магнус Бак Кларис | Airtox-Carl Ras       | + 0       |
| 3-й | Бартломей Прок    | Santic-Wibatech       | + 0       |